# イヴァン・ガシュパロヴィッチ
イヴァン・ガシュパロヴィッチ（スロバキア語: Ivan Gašparovič、1941年3月27日 - ）は、スロバキアの政治家、弁護士。2004年から2014年までの10年間、スロバキア大統領を務めた。夫人との間に一男一女。

## 人物
スロバキアのバンスカー・ビストリツァ近郊のポルタール（Poltár）生まれ。父親は第一次世界大戦後にクロアチアから移民し、ブラチスラヴァで教師をしていた。
大学卒業後検事となり、1968年、スロバキア共産党に入党するが同年に脱退。その後母校コメニウス大学法学部で教鞭（刑法、刑事学）をとった。1990年から検事総長。
1992年に議員に当選。後、国会議長（1992年～1998年）などを務め、1998年の長野オリンピックの際に来日。2002年には所属していたHZDS（民主スロバキア運動）を離党、HZD（民主運動）を結成し党首に就任した。
2004年の大統領選挙で当選し、同年6月15日より大統領。続く2009年の大統領選挙でもイヴェタ・ラジチョヴァーを破って再選を果たした。
2014年6月15日に大統領職を退任した。